# آيت علي بن عبد الله (تفغلال)
آيت علي بن عبد الله هو دُوَّار يقع بجماعة بلفاع، إقليم شتوكة آيت باها، جهة سوس ماسة في المملكة المغربية. ينتمي الدوّار لمشيخة تفغلال التي تضم 10 دواوير. يقدر عدد سكانه بـ 563 نسمة حسب الإحصاء الرسمي للسكان والسكنى لسنة 2004.

## وصلات خارجية
- البوابة الوطنية للجماعات الترابية
- المندوبية السامية للتخطيط